# دانلد پیرز
دانلد پیرز (انگلیسی: Donald Peers) بازیگر و خواننده ولزی سبک پاپ سنتی اهل بریتانیا بود.